# Live (Alice in Chains)
Live è un album dal vivo del gruppo rock statunitense Alice in Chains, pubblicato nel dicembre 2000 dalla Columbia Records.

## Tracce
1. Bleed the Freak – 4:33
2. Queen of the Rodeo – 4:39
3. Angry Chair – 4:22
4. Man in the Box – 4:59
5. Love, Hate, Love – 7:47
6. Rooster – 6:54
7. Would? – 3:51
8. Junkhead – 5:21
9. Dirt (Drunk and Disorderly version) – 5:24
10. Them Bones – 2:39
11. God Am – 3:59
12. Again – 4:24
13. A Little Bitter – 3:52
14. Dam That River – 3:33

## Formazione
- Layne Staley – voce, chitarra
- Jerry Cantrell – chitarra, voce
- Mike Inez – basso (tracce 3-14)
- Mike Starr – basso (tracce 1,2)
- Sean Kinney – batteria, percussioni